# Corazón
Corazón (z hiszp. „serce”) – uśpiony, wyerodowany stratowulkan w ekwadorskich Andach. Leży około 30 km na południowy zachód od Quito.